# Чемпіонат світу з хокею із шайбою 2027
Чемпіонат світу з хокею із шайбою 2027 — 90-й чемпіонат світу з хокею із шайбою ІІХФ, який пройде у Німеччині.

## Вибір господаря турніру
На проведення турніру було двоє претендентів Казахстан і Німеччина. Норвегія відкликала свою заявку в січні 2023 року.. Раніше до проведення чемпіонату виявляла інтерес Австрія.
| Претенденти |             |
| Претенденти | Голосування |
| ----------- | ----------- |
| Німеччина   | 102         |
| Казахстан   | 34          |
| Разом       | 136         |

Зрештою, 26 травня 2023 року Конгрес IIHF надав Німеччині право на проведення змагань.

## Арени
Буде використано два майданчики. Існує ймовірність того, що стартова гра відбудеться на футбольному стадіоні, подібно до 2010 року.
| Дюссельдорф       | Дюссельдорф Мангайм | Мангайм           |
| PSD Bank Dome     | Дюссельдорф Мангайм | САП-Арена         |
| Місткість: 14,282 | Дюссельдорф Мангайм | Місткість: 13,600 |
| ----------------- | ------------------- | ----------------- |

## Посів і групи
- Німеччина